# Arge Alp
Die Arbeitsgemeinschaft Alpenländer (Arge Alp, italienisch Comunità di Lavoro delle Regioni Alpine) behandelt in grenzüberschreitender Zusammenarbeit gemeinsame Probleme und Anliegen des Alpenraumes, insbesondere auf ökologischem, kulturellem, sozialem und wirtschaftlichem Gebiet. Sie will das gegenseitige Verständnis der Völker im Alpenraum fördern und stärkt das Bewusstsein der gemeinsamen Verantwortung für den alpinen Lebensraum stärken.

## Mitglieder
Der Arge Alp gehören zehn Länder, Provinzen, Regionen und Kantone der Staaten Österreich, Deutschland, Italien und Schweiz mit 16 Millionen Menschen auf rund 118.504 km² an. Mitglieder sind Bayern, Graubünden, Lombardei, Salzburg, St. Gallen, Südtirol, Tessin, Tirol, Trentino und Vorarlberg.

## Organisation

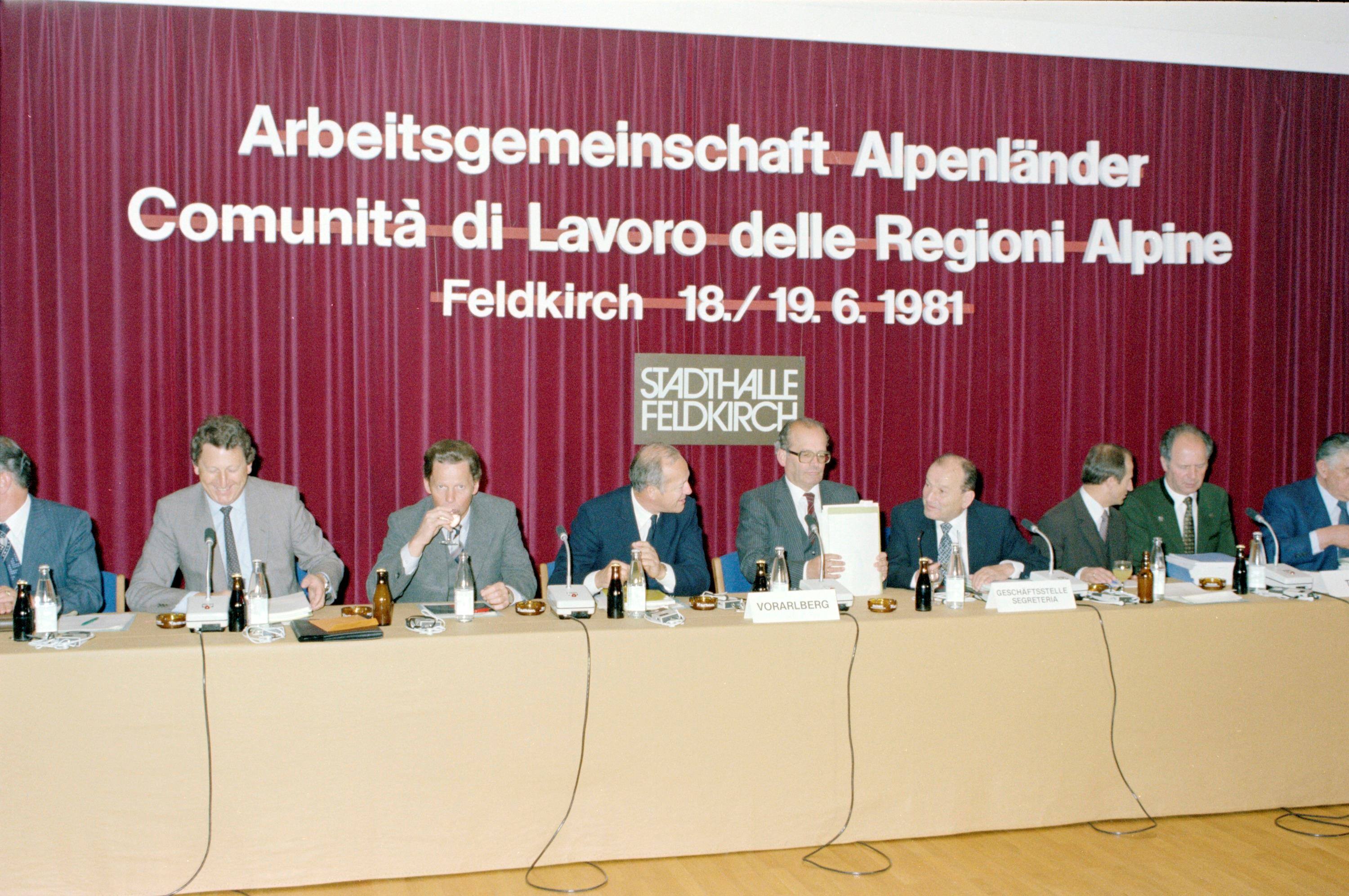
Empfang der Arge Alp in der Stadthalle Feldkirch, 1981

Das oberste Organ der Arge Alp ist die Konferenz der Regierungschefs. Der Vorsitz wechselt jährlich zwischen den einzelnen Mitgliedsländern. Ein Leitungsausschuss, bestehend aus leitenden Beamten der verschiedenen Länder, sorgt für die Vorbereitung der Konferenzen der Regierungschefs und für die Durchführung deren Beschlüsse. Für die eigentliche Umsetzung des Arbeitsprogramms werden Projektgruppen mit Fachkräften aus den einzelnen Mitgliedsländern eingesetzt. Sitz der Geschäftsstelle ist Innsbruck.

## Ziele
Anliegen der Arge Alp sind:
- die Sicherung und Entwicklung des Alpengebietes als qualitätsvoller Lebens- und Erholungsraum und damit der Schutz der Umwelt;
- die Abstimmung der Raumordnungsmethoden und Planungsziele;
- die Koordinierung der Planungen und Baumaßnahmen im alpenüberschreitenden Schienen- und Straßenverkehr;
- die Intensivierung der wirtschaftlichen Kooperation;
- die Sicherung des reichen kulturellen Erbes bei gleichzeitiger Förderung des zeitgenössischen Schaffens;
- der Schutz der Gesundheit und die Förderung der Familie;
- die Förderung der europäischen Integration.

## Geschichte

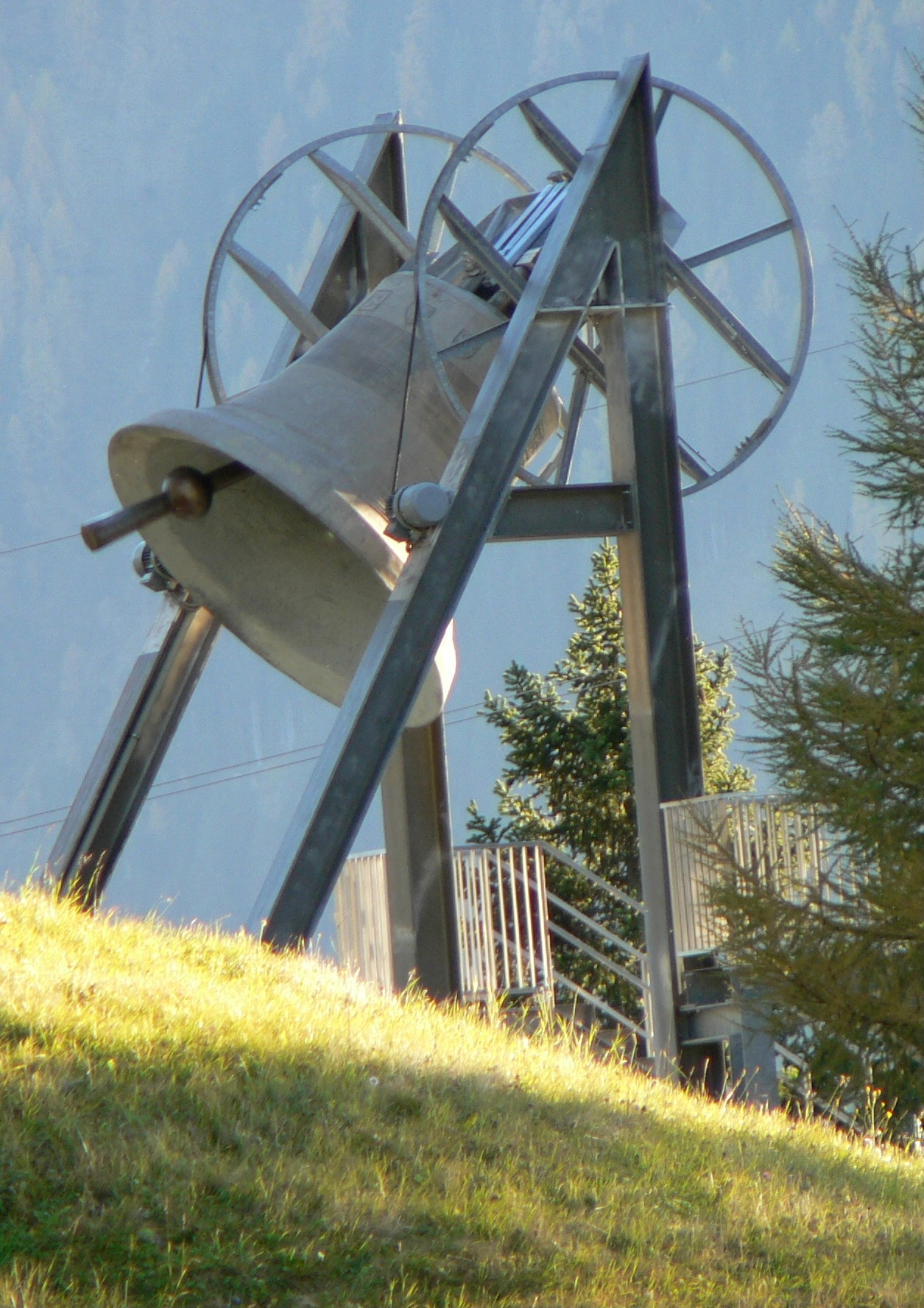
Friedensglocke des Alpenraumes

Am 12. Oktober 1972 fand in Mösern in Tirol auf Einladung von Landeshauptmann Eduard Wallnöfer die Gründungssitzung der Arbeitsgemeinschaft Alpenländer statt. Zum 25-Jahre-Jubiläum wurde in Mösern die Friedensglocke des Alpenraumes gestiftet.
Die Arge Alp war europaweit der erste vergleichbare Zusammenschluss staatlicher und autonomer Einheiten auf der Ebene unterhalb der National- und Bundesstaaten.
Das „Gemeinsame Leitbild für die Entwicklung und Sicherung des Alpengebietes“ der Arge Alp war bis zur Ausarbeitung der Alpenkonvention und ihrer Protokolle der umfassendste und konkreteste Zielkatalog im ganzen Alpenraum und hat bis heute in seinen Grundsätzen und fachlichen Zielen noch weithin Gültigkeit.
Die politischen und gesellschaftlichen Umwälzungen im letzten Jahrzehnt, der fortschreitende Integrationsprozess in Europa und die Konsequenzen aus dem Vertrag von Maastricht sowie die Bildung weiterer Arbeitsgemeinschaften nach dem Muster der Arge Alp (1978 Alpen-Adria, 1982 COTRAO in den Westalpen) machen eine ständige Präzisierung der Aufgaben der Arge Alp notwendig: sie soll selektiv jene Aufgaben wahrnehmen, die nur sie auf Grund ihrer jahrzehntelangen Erfahrung besorgen oder die sie besser als andere Einrichtungen der grenzüberschreitenden Zusammenarbeit durchführen kann. Auch soll sie dort tätig werden, wo sie wirksame Verstärkungseffekte zu von anderen Gremien betriebenen oder auf anderen Ebenen laufenden Aktivitäten beisteuern kann.